# Bitwa pod Kockiem (1939)
Bitwa pod Kockiem – bitwa kampanii wrześniowej, stoczona od 2 do 6 października 1939 pomiędzy oddziałami polskiej Samodzielnej Grupy Operacyjnej „Polesie” gen. Franciszka Kleeberga a niemieckimi oddziałami XIV Korpusu Zmotoryzowanego gen. von Wietersheima. Taktycznie bitwa była zwycięska dla Polaków, jednak strategicznie wygrali Niemcy. Była to ostatnia bitwa kampanii wrześniowej stoczona przez regularne wojsko.

## Przed bitwą
SGO „Polesie”, która zorganizowana została w połowie września z nadwyżek rezerwistów i ochotników oraz poleskich oddziałów, otrzymała zadanie osłaniania od północy sił koncentrujących się we wschodniej części Polski. Drugim zadaniem była osłona Polesia. Po walkach z niemiecką 2 DZmot pod Kobryniem, toczonych w dniach 16–18 września grupa ruszyła w okolice Kamienia Koszyrskiego, skąd zamierzała przez Włodawę dotrzeć do oblężonej Warszawy. Wobec kapitulacji stolicy dowództwo grupy postanowiło opanować składy amunicji w Stawach koło Dęblina i przedostać się w Góry Świętokrzyskie.
29 września SGO „Polesie” wyruszyła z rejonu Włodawy w kierunku Parczewa i Milanowa. 30 września pomimo otrzymanej wiadomości o kapitulacji Warszawy gen. Kleeberg zdecydował kontynuować działania w kierunku Dęblina by opanować składy amunicyjne w Stawach i przejść w Góry Świętokrzyskie.
29 września niemiecka 13 DZmot ruszyła z Dęblina w kierunku wschodnim i 1 października wieczorem osiągnęła rejon Przytoczno – Stoczek – Charlejów.

## Bitwa

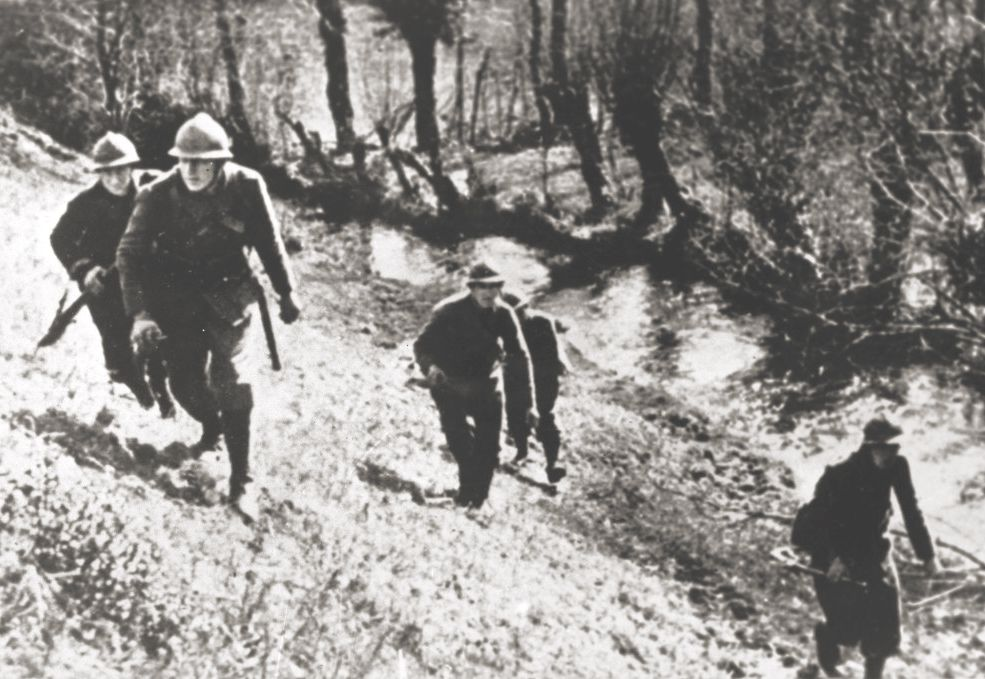
Spieszona polska kawaleria w czasie bitwy pod Kockiem

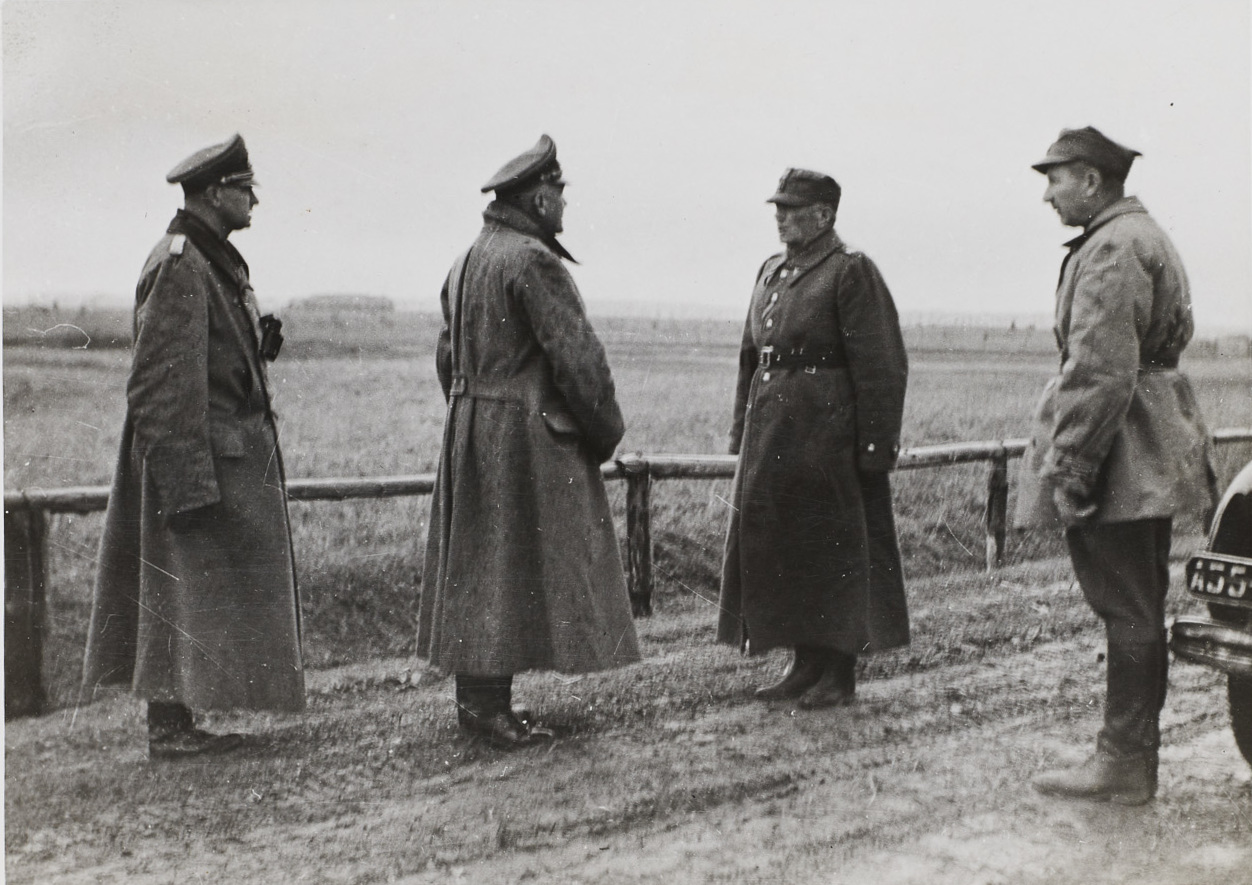
Generał Paul Otto przyjmuje od gen. Franciszka Kleeberga kapitulację Samodzielnej Grupy Operacyjnej „Polesie” pod Kockiem. 6.10.1939

2 października rano w rejonie Hordzieży i Serokomli zajęła stanowiska obronne Brygada Kawalerii „Plis”, wchodząca w skład Dywizji Kawalerii „Zaza”. Niemieckie rozpoznanie pancerne w kierunku wsi Poznań zostało odparte przez artylerię brygady. Około 10:00 ruszyło natarcie 13 DZmot wzdłuż drogi Kock – Serokomla, które zostało odparte kontratakiem dywizjonu pod dowództwem mjr. Korpalskiego z 5 pułku ułanów. W kolejnym ataku Niemcy uderzyli na lewe skrzydło pod Serokomlą. Z rejonu Józefowa kontratakuje 2 pułk Ułanów Grochowskich i wraz z 5 i 10 pułkiem odnosi zwycięstwo, biorąc do niewoli ponad 200 jeńców. Dywizja „Brzoza” walczyła w rejonie Kocka i Talczyna i pod koniec dnia udało jej się przełamać opór Niemców i przesunąć się w rejon Adamowa. 29 DZmot nacierała od północy z Żelechowa przez Radoryż na stację kolejową Krzywda.
3 października dowódca Dywizji „Zaza” gen. Zygmunt Podhorski uzyskał akceptację gen. Kleeberga na przeprowadzenie działań zaczepnych siłami „Zazy” i 50 DP. Zgodnie z tym planem z Serokomli i Talczyna miały atakować 178 i 180 pułki piechoty, pod wspólnym dowództwem ppłk. Kazimierza Gorzkowskiego, w kierunku Charlejowa i Poznania, a następnie Brygada Kawalerii Edward miała zaatakować od strony miejscowości Józefów w kierunku wsi Poznań. Od rana plan został wprowadzany w życie. Dodatkowo z Kocka ku Poizdowowi uderzył 179 pp. Około południa ruszyło natarcie Brygady Edward. 1 pułk Ułanów Krechowieckich i 3 pułk Szwoleżerów Mazowieckich atakowały spieszone podmokłą doliną, zaś 3 pułk strzelców konnych konno po przeprawie koło wsi Czarna. Została zmieciona obsługa artylerii niemieckiej znajdująca się we wsi Poznań, po czym nastąpił atak w kierunku centrum wsi. Jednak brak amunicji i załamanie się ataku od czoła zatrzymało akcję.
W momencie podejmowania decyzji o akcji pod Talczynem i Kockiem gen. Kleeberg wiedział już o kapitulacji Warszawy i że z operacyjnego punktu widzenia podejmowanie tych działań nie miało już większego znaczenia. Przywołany w bibliografii Apoloniusz Zawilski uważa, że generał podjął tę decyzję żeby przygotować swoich żołnierzy, poprzez starcie z wrogiem, do prowadzenia długotrwałej walki z okupantem. Generał zrezygnował z prowadzenia dalszych ataków. 50 DP otrzymała rozkaz przesunięcia się w nocy do rejonu Adamów – Burzec – Kolonia Karolin, 60 DP „Kobryń” wycofana została w rejon lasów na południe od Hordzieżki, BK „Plis” obsadziła rejon Czarna – Wola Gułowska, a BK „Edward” – Turzystwo – Lipiny – Grabów Szlachecki z zadaniem ubezpieczania zgrupowania od południa, Podlaska Brygada Kawalerii do której dołączył dywizjon kawalerii KOP „Niewirków” ubezpieczała od północy i zachodu w rejonie miejscowości Radoryż, zaś 3 psk ku Rykom. Z komunikatu naczelnego dowództwa niemieckiego z wieczora 3 października:

...13 dywizja zmotoryzowana odpiera głównymi siłami natarcie polskiego związku wszystkich rodzajów broni pod Kockiem i na północny zachód od niego. Walki jeszcze nie zakończone...

4 października siły niemieckie ruszyły w kierunku Bugu. 13 DPZmot i 29 DPZmot otrzymały zadanie zniszczenia SGO „Polesie” w rejonie Wola Gułowska – Adamów – Krzywda. 13 DPzmot swym prawym skrzydłem podeszła pod Adamów, zaś lewym zaatakowała BK „Plis” w rejonie Woli Gułowskiej. Z powodu wycofania się pod las gułowski dwóch batalionów piechoty („Wilk” i „Olek”), będących w składzie DK „Zaza”, natarcie niemieckie doszło do cmentarza w Woli Gułowskiej, który przekształcili Niemcy w bardzo silny punkt oporu. Do nocy kawaleria nie zdołała wyrzucić nieprzyjaciela z cmentarza, pomimo kilkukrotnych ataków. Batalionów piechoty nie można było użyć w walce z powodu braku bagnetów na karabinach. Natarcie na prawe skrzydło zostało bez większej trudności odparte przez 182 pp dowodzony przez ppłk. Targowskiego.
29 DPZmot przeszła w rejon Żelechowa i przygotowała się do natarcia. Po południu, pod Wolą Okrzejską kawaleria 60 DP „Kobryń” odrzuciła podjazd pancerny nieprzyjaciela a 3 psk dowodzony przez ppłk. dypl. Małysiaka ostatecznie go zniszczył. Wieczorem gen. Kleeberg zarządził odprawę dowódców dużych jednostek w miejscu swojego postoju – na stacji kolejowej Krzywda. Plan generała walki w następnych dniach polegał na kolejnym pobiciu dwóch dywizji zmotoryzowanych. W pierwszej fazie planował związanie walką od czoła 13 DPZmot w rejonie Adamowa i Woli Gułowskiej, by następnie uderzyć na jej lewe skrzydło, wyjść na tyły i zepchnąć w kierunku 50 DP „Brzoza”. Główne zadanie zniszczenia nieprzyjacielskiej dywizji miała wykonać 60 DP „Kobryń”, a właściwie jej odwód składający się z 183 pp i I/179 pp (pod dowództwem mjr. Bartuli) wzmocnionych BK „Edward” pod ogólnym dowództwem ppłk. dypl. T. Śmigielskiego. Odwód miał uderzyć na tyły 13 DPZmot przez miejscowości Niedźwiedź i Charlejów. Po zniszczeniu 13 DPZmech całością sił SGO „Polesie” uderzyć na 29 DPZmot, ewentualnie na zgrupowanie niemieckie „Ryki”, które pojawiło się koło Ryk.
5 października w Warszawie przed Hitlerem odbyła się „defilada zwycięstwa”. Tymczasem około 8:00 13 DPZmech przeszła do ataku na odcinku od Adamowa do Konorzatki. Natychmiast, zgodnie z planem, ruszyła do ataku 60 DP swoim 184 pp pod dowództwem mjr. Żelewskiego, wzmocnionym baterią haubic, na cmentarz w Woli Gułowskiej, zaś 182 pp pod dowództwem ppłk. Targowskiego, również posiadający baterię haubic, na Helenów, z którego Niemcy zostali szybko wyparci. Natomiast dopiero drugie uderzenie 184 pp wraz z I/179 pp na Wolę Gułowską przyniosło sukces – wzięto do niewoli jeńców i zdobyto sprzęt. Największe straty poniósł I/179 pp, który szedł do natarcia „jak na ćwiczeniach w Rembertowie – mjr Bartula na czele, dowódcy kompanii przed swymi kompaniami, dowódcy plutonów przed swymi plutonami”. Zginął dowódca batalionu, dwóch dowódców kompanii i dowódca plutonu.
Sukces w Woli Gułowskiej stał się hasłem do ataku BK „Edward” i batalionu I/183 pp kpt. Sroczyńskiego przez miejscowość Niedźwiedź w kierunku lasu leżącego na południe od Budzisk. W tym samym czasie część 13 DPZmech wypychała DP „Brzoza” z Adamowa w kierunku północno-wschodnim i oskrzydlała od wschodu BK „Plis” wzdłuż drogi Adamów – Hordzieżka. Natomiast pełnym powodzeniem zakończył się atak części BK „Edward” przez Budziska na Charlejów. Dywizjon kawalerii składający się ze szwadronów rtm. Łaskiego i ppor. Burlingisa zdobył wieś Poznań. Oto słowa meldunku telefonicznego zanotowane przez płk. Adama Eplera:

Charlejów zajęty. Jesteśmy na tyłach wroga. Nieprzyjaciel rzuca broń i rynsztunek i cofa się w popłochu.

W rejonie Woli Gułowskiej zdecydowały się losy bitwy. Po zepchnięciu 50 DP „Brzoza” w rejon lasu pod miejscowością Krzywda wyszło niemieckie natarcie na 182 pp i 184 pp i polskie kontrnatarcie 2/183 pp pod miejscowością Gułów. W lesie Polacy zaatakowali na bagnety, Niemcy rozpoczęli odwrót. Gen. Otto, dowódca 13 DPZmot, wydał rozkaz do odwrotu. Jeszcze prowadziła walki Podlaska BK gen. Kmicica-Skrzyńskiego z 29 DPZmot.
Sukces osiągnięty 5 października, czyli praktycznie rozbicie niemieckiej 13. DPZmot. został przekreślony przez meldunek kwatermistrza, mjr. Stawiarskiego o stanie amunicji, który wynosił 20 pocisków, zero amunicji do karabinów, a zabrakło także środków opatrunkowych.
We wsi Hordzieżka, w chłopskiej chałupie, zebrała się część wyższych dowódców: gen. Kleeberg, gen. Młot-Fijałkowski, płk. Epler. Nie byli obecni dowódcy walczących jeszcze oddziałów. Gen. Kleeberg podjął decyzję o kapitulacji. Od 19:30 miał obowiązywać rozejm, zresztą nie dotrzymywany przez Niemców. Wojsko w ciągu nocy niszczyło broń. Żegnając płk. Eplera gen. Kleeberg powiedział::

Nic sobie nie mamy do zarzucenia. Zachowaliśmy honor żołnierski do końca. Kiedyś, gdy Ojczyzna zażąda od nas rachunku, będziemy mogli odpowiedzieć na każde pytanie.

Gen. Podhorski z DK „Zaza” odmówił początkowo kapitulacji i chciał przebijać się na południe, jednak następnego dnia rano zmienił decyzję. Decyzja o kontynuowaniu walki wzbudziła duży niepokój wśród Niemców.
6 października do godziny 1:00 w nocy trwała wymiana ognia między wojskami polskimi a niemieckimi, ok. 2:00 parlamentariusze polscy przekazali uzgodniony tekst aktu kapitulacji. Ze względu na krótki termin pełnomocnictw akt kapitulacji musiał podpisać osobiście gen. Kleeberg w kwaterze dowódcy 13. DPZMot. gen. Otto.

## Po bitwie

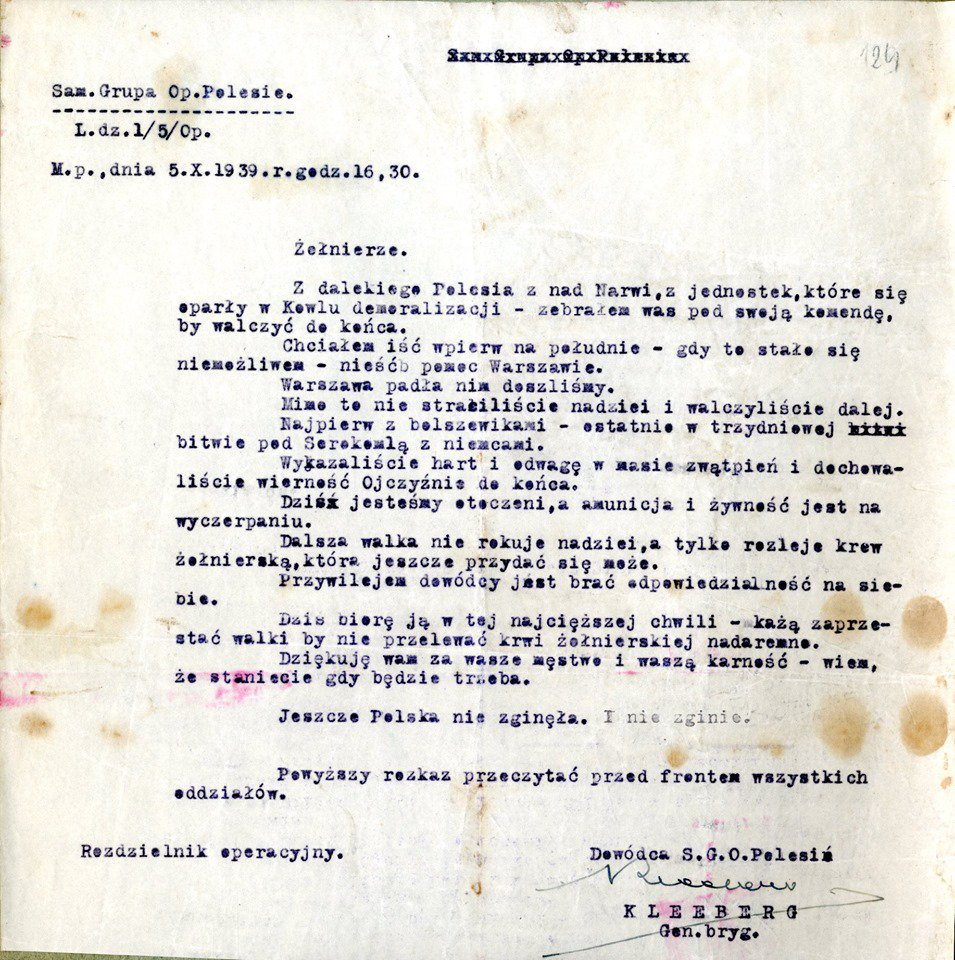
Ostatni rozkaz gen. Franciszka Kleeberga do żołnierzy SGO „Polesie” – oryginał

Rano gen. Kleeberg odebrał ostatnią defiladę. Przed udaniem się na punkty zbiórki żołnierze niszczyli i zakopywali broń oraz sprzęt wojskowy. O godz. 10:00 we wsi Czarna rozpoczęło się składanie broni. Przed złożeniem broni żołnierzom odczytano pożegnalny rozkaz gen. Franciszka Kleeberga z dnia poprzedniego.
Po południu ruszyły kolumny rozbrojonego wojska polskiego do punktów przejścia, które należało przekroczyć o godz. 16:00. Jednak część żołnierzy przebrana w ubrania cywilne nie poszła do niewoli, a ci żołnierze, którzy odmówili złożenia broni, zostali schwytani przez Niemców w lasach. Część żołnierzy z SGO „Polesie” uciekła z niewoli także z obozu przejściowego w Radomiu.

## Pamięć o bitwie

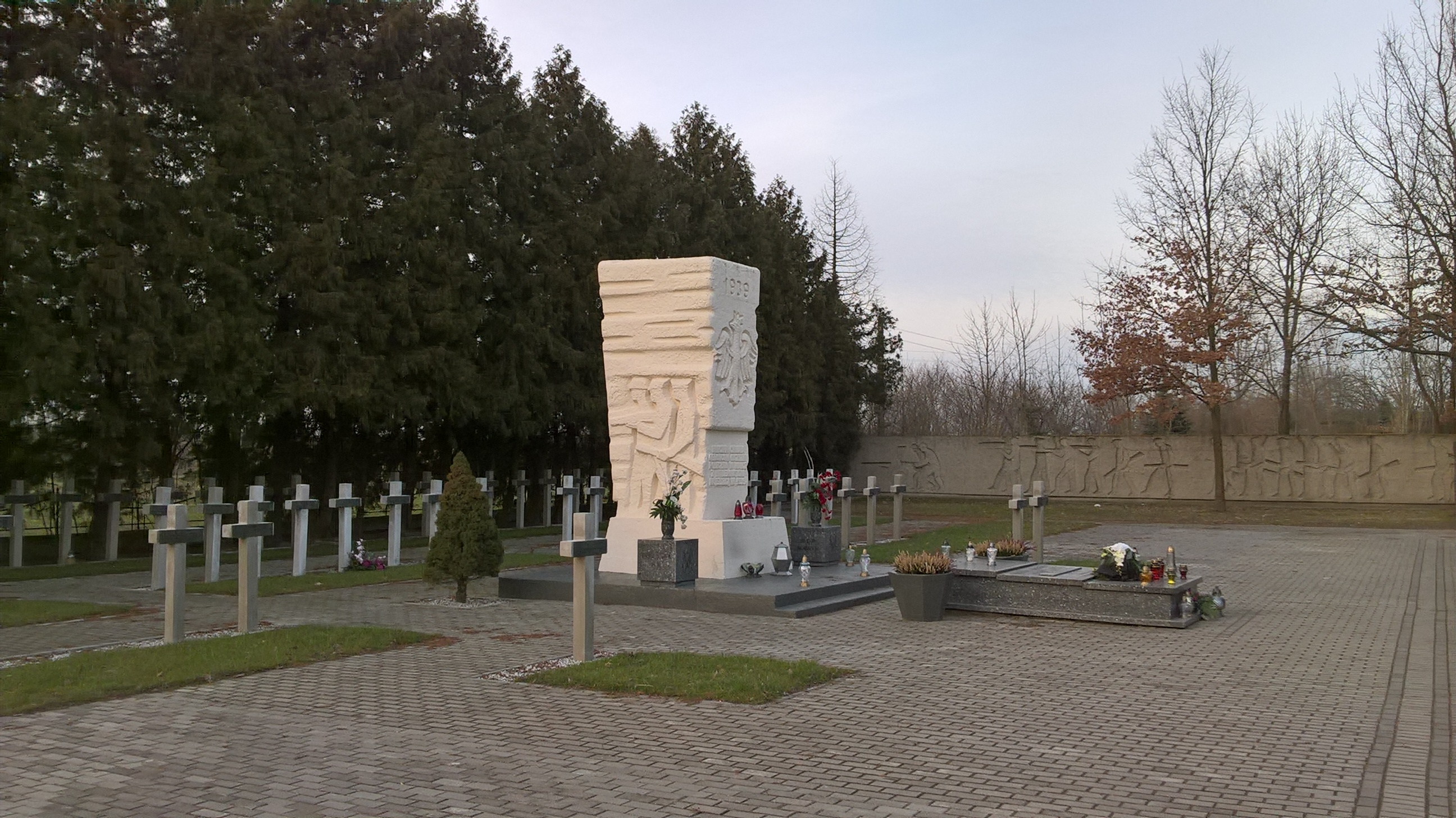
Cmentarz wojenny z grobem gen. Franciszka Kleeberga i żołnierzy SGO „Polesie” w Kocku

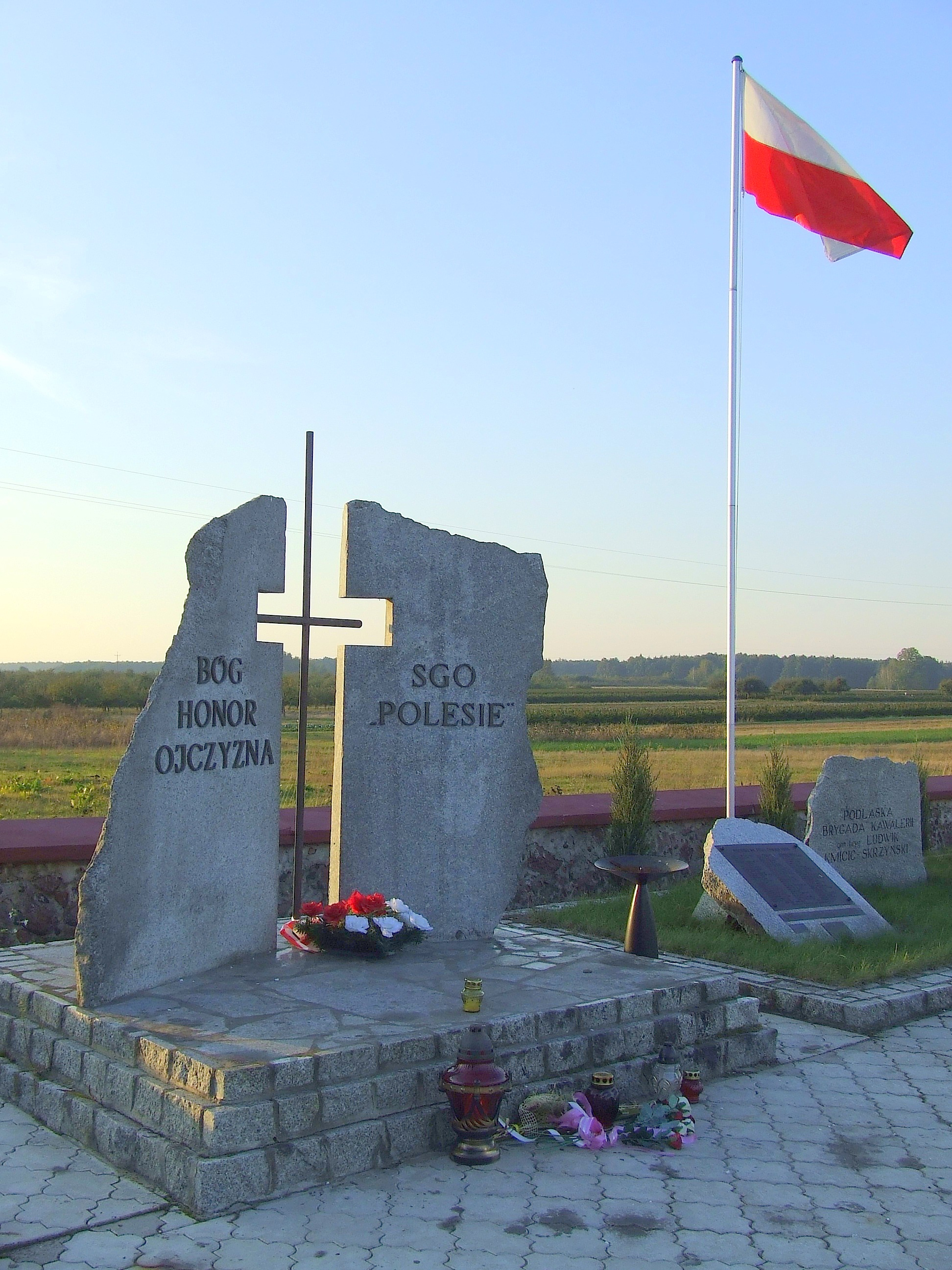
Cmentarz w Turzystwie

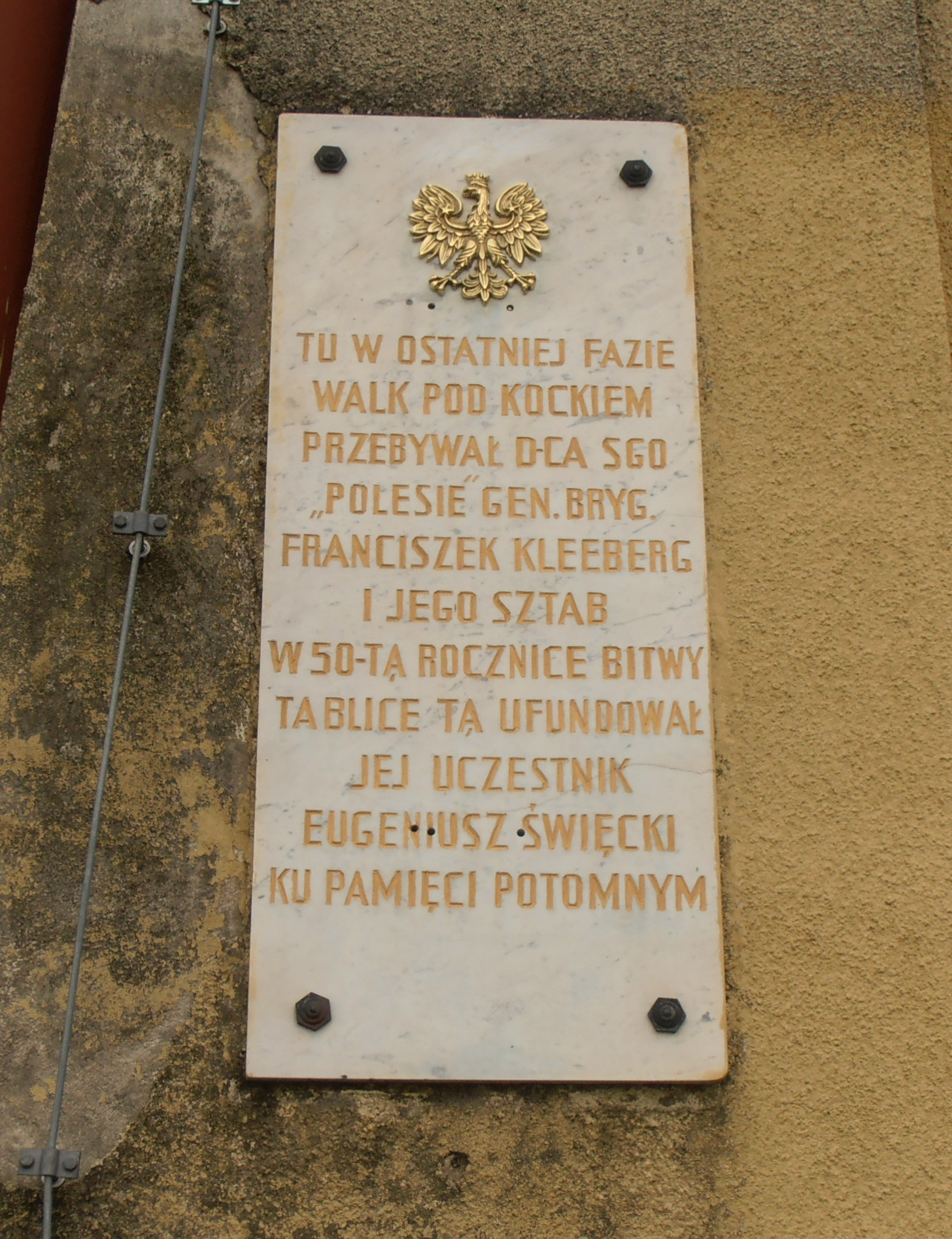
Tablica na budynku stacji w Krzywdzie

Walki żołnierza polskiego pod Kockiem zostały upamiętnione na Grobie Nieznanego Żołnierza w Warszawie napisem na jednej z tablic, po 1945 r. i po 1990 r. „KOCK 2 – 5 X 1939” oraz napisem „KOCK” na zniczu Grobu Nieznanego Żołnierza w Krakowie.
W Kocku działa Wojskowa Izba Pamięci otwarta 7 października 2012 roku. Prezentowane są tam eksponaty związane z historią miasta, głównie z walkami toczonymi w okolicy podczas obu wojen światowych. Imię gen. Kleeberga nosi szkoła podstawowa.
W Woli Gułowskiej działa otwarte w 50. rocznicę bitwy w 1989 roku Muzeum Czynu Bojowego Kleeberczyków. Wśród eksponatów znajdują się uzbrojenie pochodzące z pola bitwy, sprzęt łączności używany w czasie walki, mundury żołnierskie i oficerskie, fotografie i pamiątki osobiste żołnierzy, a także repliki sztandarów.
Na wzniesieniu przy wjeździe do Kocka od strony Łukowa ustawiony jest pomnik gen. Kleeberga. Na budynku stacji kolejowej w Krzywdzie znajduje się tablica upamiętniająca pobyt sztabu.
Cmentarz wojenny żołnierzy poległych w bitwie oraz pomnik znajdują się w Kocku, gdzie w 1969 roku złożone zostały także prochy zmarłego w niewoli w 1941 gen. Kleeberga. Polegli w walkach pod Wolą Gułowską pochowani zostali także na cmentarzu w Turzystwie koło Woli Gułowskiej. 42 żołnierzy poległych w walkach pod Serokomlą spoczywa w kwaterze wojennej na cmentarzu parafialnym w Serokomli.
4 października 2009 odbyły się oficjalne obchody 70. rocznicy ostatniej bitwy wojny obronnej w 1939 roku w Woli Gułowskiej z udziałem m.in. grup rekonstrukcji historycznej. Rekonstrukcja bitwy miała też miejsce m.in. w dniach 1–2 października 2011 w Serokomli.

## Siły stron
- Strona polska:
  - Samodzielna Grupa Operacyjna „Polesie” – gen. bryg. Franciszek Kleeberg
W dniu 28 września w skład SGO „Polesie” wchodziły:
    - 60 DP – dowódca płk dypl. Adam Epler
    - 50 DP „Brzoza” – płk Ottokar Brzoza-Brzezina
    - Dywizja Kawalerii „Zaza” – gen. bryg. Zygmunt Podhorski
      - Brygada Kawalerii „Plis” – płk Kazimierz Plisowski
      - Brygada Kawalerii „Edward” – płk Edward Milewski

    - Podlaska Brygada Kawalerii – gen. bryg. Ludwik Kmicic-Skrzyński

- Strona niemiecka
  - XIV Korpus Armijny (zmotoryzowany) – gen. piech. Gustav Anton von Wietersheim
    - 13 Dywizja Piechoty (zmotoryzowana) – gen. por. Paul Otto(inne języki)
    - 29 Dywizja Piechoty (zmotoryzowana) – gen. por. Joachim Lemelsen